# Lepidophorum
Lepidophorum es un género de plantas pertenecientes a la familia Asteraceae. Comprende 2 especies. Son originarias de España.

## Taxonomía
El género fue descrito por Necker ex DC. y publicado en Prodromus Systematis Naturalis Regni Vegetabilis 6: 19. 1837[1838].

## Especies aceptadas
A continuación se brinda un listado de las especies del género Lepidophorum aceptadas hasta junio de 2012, ordenadas alfabéticamente. Para cada una se indica el nombre binomial seguido del autor, abreviado según las convenciones y usos:
- Lepidophorum repanda DC.
- Lepidophorum repandum (L.) DC.